# Шрек!
«Шрек!» (англ. Shrek!) — иллюстрированный рассказ американского детского писателя и художника Уильяма Стейга.

## Общие сведения
Написанный в 1990 году и имеющий небольшой объём (30 страниц), «Шрек!» рассказывает историю о приключениях зелёного, живущего на болоте молодого огра по имени Шрек. Шрек — отвратительный, зеленокожий, огнедышащий, кажущийся несокрушимым монстр, которому доставляет удовольствие причинять страдания своей отвратительностью.
Имя огра, как и название книги, взято автором из немецкого языка или из языка идиш, в которых Schreck/Shrek означает «страх, ужас». Книга была иллюстрирована самим писателем Уильямом Стейгом.
«Шрек!» был выпущен в 1990 году издательством «Farrar, Straus and Giroux». Он стал основой для популярной серии мультипликационных фильмов про похождения огра Шрека и его друзей: «Шрек», «Шрек 2», «Шрек Третий», «Шрек навсегда» и «Шрек 5», однако сюжет мультфильмов значительно отличается от изложения в рассказе.

## Сюжет
После того, как родители выгоняют Шрека из своего болота, он встречает ведьму, которая в обмен на его редких вшей предсказывает его судьбу: произнеся волшебные слова «яблочный штрудель», он будет доставлен на осле в замок, где сразится с рыцарем и женится на принцессе, которая ещё уродливее его.
По дороге Шрек встречает косолапого крестьянина, у которого он крадёт обед, отражает атаку грома, молнии и дождя, и уничтожает дракона своим огненным дыханием. Во время отдыха его тревожит кошмар, в котором он беспомощен перед объятиями и поцелуями множества детей. Проснувшись, он встречает осла, который отвозит его в замок.
Шрек сталкивается с рыцарем, охраняющим замок; возмущённый требованием Шрека увидеть принцессу, рыцарь нападает на него, на что Шрек отвечает плевком огня, который отправляет рыцаря в ров. Внутри замка Шрек приходит в ужас, когда ему кажется, что он окружён армией таких же отвратительных существ, как он сам, но вновь обретает решимость и чувство собственного достоинства, обнаружив, что находится в зеркальном зале. Наконец он встречает принцессу; сражённые общим уродством, они женятся и живут «ужасно долго, пугая всех, кто попадался им на глаза».

## Награды
- Publishers Weekly — как лучшей детской книге 1990 года.
- School Library Journal — как лучшей книге 1990 года.

## Переиздания
- Shrek!. Macmillan. 2008. Retrieved August 14, 2010.

## Российское издание
В России эту книгу в 2007 году выпустило издательство «Амфора». Перевод осуществила Юлия Шор.